# John Carter
John Carter de Mart és un virginià fictici, veterà de la guerra civil americana, transportat a Mart i el primer protagonista de les històries de Barsoom d'Edgar Rice Burroughs. El seu personatge és durador, apareixent en diversos mitjans des del seu debut en 1912 en un serial de revistes. El llargmetratge de 2012 John Carter va marcar el centenari de la primera aparició del personatge.

## Aparicions
John Carter va ser el personatge principal de la primera novel·la d'Edgar Rice Burroughs, ambientada en una versió ficcionada de Mart coneguda com a Barsoom. Escrita entre el juliol i el 28 de setembre de 1911, la novel·la va ser serialitzada com Under the Moons of Mars (Sota les llunes de Mart) a la revista pulp The All-Story, de febrer a juliol de 1912. Més tard va aparèixer com a novel·la completa només després de l'èxit de la sèrie Tarzan de Burroughs. Per a la seva publicació en tapa dura d'octubre de 1917 per AC McClurg & Company, la novel·la va ser retitulada A Princess of Mars.
Carter va reaparèixer en volums posteriors de la sèrie, de forma més destacada en la segona (The Gods of Mars, 1918), la tercera (The Warlord of Mars, 1919), la vuitena (Swords of Mars, 1936), la desena (Llana of Gathol, 1948), i l'onzena i última entrega (John Carter of Mars, publicada pòstumament el 1964). John Carter també és un personatge secundari important del quart volum (Thuvia, Maid of Mars, 1920) i la novena (Synthetic Men of Mars , 1940). A la primavera de 2020, Edgar Rice Burroughs, Inc. tenia previst publicar John Carter Of Mars: Gods of The Forgotten, però es va posposar fins 2021. Serà el dotzè llibre de la sèrie Barsoom i serà part oficialment del cànon.

## Descripció
Carter té una alçada de 6 peus 2 polzades (1.88 m) i té els cabells negres de gran mida i els ulls grisos d'acer. Burroughs el descriu com a immortal. A les pàgines inicials d'A Princess of Mars, es revela que Carter no recorda cap infantesa, havent estat sempre un home d'uns trenta anys. Moltes generacions l'han conegut com a "Oncle Jack", però sempre va viure per veure'ls envellir i morir, mentre romania jove.
El seu caràcter i cortesia exemplifiquen els ideals de l'antebellum south. Un virginià, va exercir de capità a la guerra civil nord-americana al costat de la confederació. Després de la guerra, Carter i el seu company Powell, que també va ser capità a la Guerra Civil, es van convertir en buscadors d'or. Carter i Powell es van enriquir en trobar or a Arizona. Mentre s'amaga d'Apaches a una cova, sembla morir; deixant enrere el seu cos inanimat, és transportat misteriosament per una forma de projecció astral al planeta Mart, on es troba reencarnat en una forma idèntica a la seva terrenal. Acostumat a la major gravetat de la Terra, és molt més fort i àgil que els nadius de Mart.

## Biografia de ficció del personatge
|  |  |  |  |                  |                  | John Carter      | John Carter      | John Carter      | John Carter      | John Carter | John Carter |                     |                     |                     |                     |                     |                     | Dejah Thoris | Dejah Thoris | Dejah Thoris   | Dejah Thoris   | Dejah Thoris   | Dejah Thoris   |                 |                |  |  |                 |                 |                 |                 |                 |                 |  |  |
|  |  |  |  |                  |                  | John Carter      | John Carter      | John Carter      | John Carter      | John Carter | John Carter |                     |                     |                     |                     |                     |                     | Dejah Thoris | Dejah Thoris | Dejah Thoris   | Dejah Thoris   | Dejah Thoris   | Dejah Thoris   |                 |                |  |  |                 |                 |                 |                 |                 |                 |  |  |
|  |  |  |  |                  |                  |                  |                  |                  |                  |             |             |                     |                     |                     |                     |                     |                     |              |              |                |                |                |                |                 |                |  |  |                 |                 |                 |                 |                 |                 |  |  |
|  |  |  |  |                  |                  |                  |                  |                  |                  |             |             |                     |                     |                     |                     |                     |                     |              |              |                |                |                |                |                 |                |  |  |                 |                 |                 |                 |                 |                 |  |  |
|  |  |  |  | Thuvia of Ptarth | Thuvia of Ptarth | Thuvia of Ptarth | Thuvia of Ptarth | Thuvia of Ptarth | Thuvia of Ptarth |             |             | Carthoris of Helium | Carthoris of Helium | Carthoris of Helium | Carthoris of Helium | Carthoris of Helium | Carthoris of Helium |              |              | Tara of Helium | Tara of Helium | Tara of Helium | Tara of Helium | Tara of Helium  | Tara of Helium |  |  | Gahan of Gathol | Gahan of Gathol | Gahan of Gathol | Gahan of Gathol | Gahan of Gathol | Gahan of Gathol |  |  |
|  |  |  |  | Thuvia of Ptarth | Thuvia of Ptarth | Thuvia of Ptarth | Thuvia of Ptarth | Thuvia of Ptarth | Thuvia of Ptarth |             |             | Carthoris of Helium | Carthoris of Helium | Carthoris of Helium | Carthoris of Helium | Carthoris of Helium | Carthoris of Helium |              |              | Tara of Helium | Tara of Helium | Tara of Helium | Tara of Helium | Tara of Helium  | Tara of Helium |  |  | Gahan of Gathol | Gahan of Gathol | Gahan of Gathol | Gahan of Gathol | Gahan of Gathol | Gahan of Gathol |  |  |
|  |  |  |  |                  |                  |                  |                  |                  |                  |             |             |                     |                     |                     |                     |                     |                     |              |              |                |                |                |                |                 |                |  |  |                 |                 |                 |                 |                 |                 |  |  |
|  |  |  |  |                  |                  |                  |                  |                  |                  |             |             |                     |                     |                     |                     |                     |                     |              |              |                |                |                |                | Llana of Gathol |                |  |  |                 |                 |                 |                 |                 |                 |  |  |

|  | Llibre de primera aparició | Llibre de primera aparició | Llibre de primera aparició | Llibre de primera aparició | Llibre de primera aparició | Llibre de primera aparició | Llibre de primera aparició | Llibre de primera aparició |
|  | -------------------------- | -------------------------- | -------------------------- | -------------------------- | -------------------------- | -------------------------- | -------------------------- | -------------------------- |
|  | Una princesa de Mart       |                            | The Gods of Mars           |                            | The Chessmen of Mars       |                            | Llana of Gathol            |                            |

A Mart, que els seus nadius anomenen Barsoom, Carter es troba amb formidables criatures alienígenes que s'assemblen a les bèsties dels mites antics i a diversos humanoides. Troba la seva veritable crida a la vida com un cap de guerra que s'esforça per salvar els habitants del planeta. Guanya la mà d'una princesa marciana, Dejah Thoris d'Helium, però després de diversos anys de matrimoni es sacrifica per salvar Barsoom de la pèrdua de l'atmosfera. Despertant-se de nou després d'aquesta segona mort, troba que ha estat transportat miraculosament de nou a la Terra al seu cos original. Carter després recull la riquesa resultant del descobriment d'una rica mina d'or mineral just abans del seu pas original a Barsoom. Incapaç de tornar a Mart, passa uns quants anys més en una petita cabana del Riu Hudson, a Nova York, on sembla tornar a morir el 4 de març de 1886.
Una vegada més, l'aparent desaparició de Carter no és una mort veritable; en canvi, és restaurat a Barsoom, on després de més aventures s'eleva a la posició del cap de guerra de Mart, després d'haver exercit un paper instrumental en la creació d'aliances entre moltes de les espècies intel·ligents de Barsoom. Després torna a la Terra en diverses ocasions per explicar les seves aventures amb el seu nebot ("Burroughs"), revelant que ha dominat el procés de viatge astral entre els dos mons. Durant les seves aventures a Mart, el seu cos terrenal reposa en una tomba especial que només es pot obrir des de dins.
John Carter i Dejah Thoris es converteixen en pares d'un fill, Carthoris, i una filla, Tara. Carthoris té un paper secundari a The Gods of Mars i The Warlord of Mars, i és el protagonista de Thuvia, Maid of Mars. Tara és l'heroïna de The Chessman of Mars (1922), i la mare de la neta de Carter, Llana, l'heroïna de Llana of Gathol.
Només un altre terrestre, Ulisses Paxton és capaç de viatjar a Mart mitjançant el mètode utilitzat per Carter.
Una llista completa de personatges es dona al final de Thuvia, Maid of Mars.

## En altres mitjans

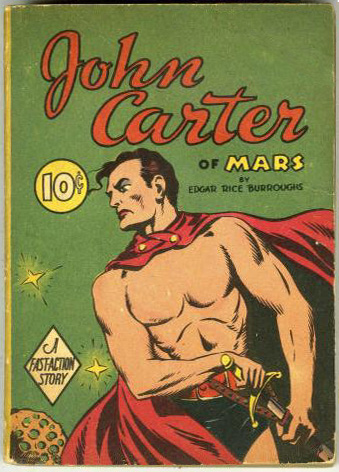
Còmic de Dell Fast Action, 1940.

### Còmics
John Carter ha aparegut moltes vegades en historietes i tires còmiques de curta durada, així com en diversos Big Little Books dels anys trenta i quaranta.
El 1932, Burroughs va intentar convèncer United Feature Syndicate, els distribuïdors de la historieta de Tarzan, perquè també realitzessin una adaptació de John Carter; però el sindicat va rebutjar la idea. El 1933, King Features Syndicate, volent que una tira còmica de ciència-ficció competís amb el popular Buck Rogers, va discutir una adaptació de John Carter amb Burroughs. Burroughs i l'il·lustrador J. Allen St. John van manifestar el seu interès a fer aquesta tira per King Features. Tot i això, Burroughs i King Features no van poder arribar a un acord i el sindicat va decidir utilitzar una banda original (Flash Gordon d'Alex Raymond).
La primera aparició de John Carter en còmic va tenir lloc a The Funnies nº 30 (1939).
El 1941, United Feature va acordar la creació d'una tira de John Carter, amb l'esperança que tingués un èxit com Buck Rogers i Flash Gordon. L'adaptació més notable al còmic de John Carter per aparèixer en vida d'Edgar Rice Burroughs, John Carter of Mars va ser escrita i il·lustrada pel fill de Burroughs, John Coleman Burroughs. Aquesta tira es va estrenar el diumenge 7 de desembre de 1941, el mateix dia de l'atac de Pearl Harbor. Va durar només 4 mesos i va acabar el 18 d'abril de 1943. La tira de Coleman Burroughs va ser reeditada en forma de llibre per House of Greystoke el 1970.
Dell Comics va publicar tres números de John Carter of Mars al seu títol antològic Four Color Comics als números 375, 437 i 488 publicats entre 1952 i 1953. Aquestes foren reimpreses per Gold Key Comics (amb diferents portades) el 1964.
Carter ha aparegut en diverses adaptacions gràfiques posteriors de les històries marcianes, especialment el serial "John Carter of Mars" que es va publicar a Tarzan i Weird Worlds de DC Comics des de 1972 fins a 1973 i John Carter, Warlord of Mars de Marvel Comics, entre 1977 a 1979.
També va aparèixer, juntament amb Tarzan, en una història del 1994-1995 de la tira dominical de Tarzan, i a Tarzan/John Carter: Warlords of Mars, una minisèrie de quatre números de Dark Horse Comics de 1996.
El 2010, Dynamite Entertainment va publicar una sèrie continuada titulada Warlord of Mars, escrita per Arvid Nelson. El 2011 va començar a publicar Warlord of Mars: Dejah Thoris, també escrita per Nelson inicialment.
SelfMadeHero també està adaptant A Princess of Mars en una novel·la gràfica, adaptada per Ian Edginton amb art d' INJ Culbard.
L'aspecte físic de Carter als còmics van variar molt de dècada en dècada. Va ser un personatge freqüent en esbossos i pintures de Frank Frazetta.

### Altres novel·les i programes de televisió
Carter també es troba en altres novel·les i històries. Fa dues aparicions a The League of Extraordinary Gentlemen d'Alan Moore. La primera és a la història Allan and the Sundered Veil, que apareix al final del volum primer. En aquesta història, Moore afirma que Randolph Carter de HP Lovecraft és un descendent de John Carter. Carter també apareix al començament del volum dos, ajudant els Barsoomians a lluitar contra els marcians de La guerra dels mons. El mateix escenari també va aparèixer a l'entrada de Burroughs a l'antologia War of the Worlds: Global Dispatches. A més, un dels protagonistes de The Number of the Beast de Robert A. Heinlein és el capità Zebediah John Carter, l'amant del qual es converteix en la seva esposa Dejah Thoris "Deety" Burroughs Carter. La similitud dels noms es nota dins de la novel·la, ja que tots els personatges principals són fanàtics de la ciència-ficció vintage. A Saturn's Children, de Charles Stross, Barsoom i Carter City es troben entre els noms dels assentaments a Mart. A les novel·les de Philip José Farmer, "World of Tiers", la lluna que envolta el món dels tiers està modelada a partir de Barsoom, de les novel·les d'Edgar Rice Burroughs, un homenatge que Farmer admet obertament en el tercer llibre de la sèrie. A Hyperion de Dan Simmon, quan Fedmahn Kassad tenia divuit anys, se li va oferir la possibilitat de servir en un camp de treball polar marcià o allistar-se amb la Brigada John Carter, un grup de treball voluntari que buscava ajudar a la FORCE contra la Rebel·lió de Glennon-Altura. A la novel·la final de la sèrie Souther Victory de Harry Turtledove, In At the Death, apareix davant un general dels Estats Units un personatge anomenat John Carter de la finca "Tarkas" (una referència a Tars Tarkas, un dels homes verds de Mart) va protegir els afroamericans del genocidi que es produeix en altres llocs.
La "object compass" (brúixola objecte) de la sèrie Skylark d'EE "Doc" Smith és molt similar a la "destination compass" (brúixola de destinació) baroomiana esmentada a les sèries Mars. A més, la sèrie Jandar de Callisto de Lin Carter i la sèrie Dray Prescot d'Alan Burt Akers deuen molt a les històries de Burroughs de Mars. A la novel·la de Stephen King, The Long Walk, es fa una referència sarcàstica per un Long-Walker, quan se li demana el seu nom, el personatge respon "El meu nom és John Carter, la meva llar és Barsoom, Mart". De la mateixa manera, al relat breu d'Allan Howard It's a Small Solar System, publicat originalment a Fantastic Universe (setembre de 1957), els primers exploradors a aterrar a Mart són així acollits per un home amb accent del sud: "Benvingut a Barsoom! Em dic John Carter." Però com que ningú llegeix ja per plaer a la Terra, la importància d'aquesta trobada es perd totalment pels noubinguts, i així acaba la història
També s'ha fet referència a Carter en programes de televisió. A Zone of the Enders: Dolores, i, el protagonista, James Links, sempre és anomenat "John Carter" per l'oficial WIRED, Baan Dorfloun. James Links és un humà nascut a la Terra que es va enamorar i va tenir fills amb una dona nascuda a Mart. A l'episodi 15 de la sèrie d'anime To Love-Ru, un príncep anomenat Carter, del planeta Burroughs, arriba a la Terra per realitzar una cacera en una reserva alienígena oculta a la Guyana. A l'episodi "Spider in the Web" de Babylon 5, John Carter s'esmenta com el pilot del primer vaixell de colònies a Mart. A "Secret Origins", l'episodi pilot de la sèrie de televisió Justice League, el primer astronauta nord-americà a Mart es diu J. Allen Carter. Carter estableix la Terra per a la invasió de "Imperium" basat en Mart, que havia assolit la població marciana autòctona, excepte l'únic supervivent J'onn J'onzz, també conegut com a Martian Manhunter.
El gener del 2020, Altus Press va publicar Tarzan: Conqueror of Mars, de Will Murray, autor de Tarzan: Return to Pal-ul-don, en què Tarzan es troba enganxat a Barsoon i busca l'ajuda de John Carter per tornar a casa.

### Influència en obres posteriors
John Carter de Mars va ser una influència important en altres històries i personatges de ciència-ficció i fantasia durant el segle xx, inclosos Buck Rogers, Flash Gordon, Superman, Adam Strange, Duna, Warp!, Den i La guerra de les galàxies per citar-ne només alguns.
La pel·lícula Avatar es va inspirar en John Carter of Mars. Segons el creador d' Avatar, James Cameron, "Amb Avatar, vaig pensar, oblideu tots aquests chick flicks i feu una pel·lícula d'aventures per a nois clàssics, alguna cosa en el motlle d'Edgar Rice Burroughs, com John Carter of Mars. Un soldat se'n va a Mart".
Als primers capítols de la novel·la Washington, DC (1967) de Gore Vidal, el personatge Peter Sanford, de 16 anys al principi de la trama, gaudeix de fantasies vives i detallades de ser John Carter i afegeix escenes eròtiques explícites que no apareixen als llibres originals de Burroughs.

### Pel·lícules
Bob Clampett, l'animador, va voler produir una pel·lícula completa de dibuixos de John Carter als anys trenta i va parlar amb Burroughs al respecte. Diversos segons d'animació apareixen al material suplementari de la versió home-video de la pel·lícula de Disney.
John Carter va ser interpretat per Antonio Sabàto Jr. a la pel·lícula del 2009 Princess of Mars, que també va protagonitzar Traci Lords com a princesa Dejah Thoris.
En l'adaptació de Disney de la sèrie de 2012, John Carter, Carter és interpretat per Taylor Kitsch, amb Dejah Thoris interpretada per Lynn Collins.

### Jocs
El joc de rol John Carter, Warlord of Mars va ser publicat per Heritage Models el 1978. El 2015, l'empresa britànica Modiphius Entertainment va adquirir una llicència de John Carter, anunciant els plans per presentar un nou joc de rol de John Carter, miniatures i un joc de taula el 2016.